# Pseudorhadinorhynchus dussamicitatum
Pseudorhadinorhynchus dussamicitatum är en hakmaskart som beskrevs av Gupta och Nagui 1983. Pseudorhadinorhynchus dussamicitatum ingår i släktet Pseudorhadinorhynchus och familjen Illiosentidae. Inga underarter finns listade i Catalogue of Life.